# Квачадзе, Валериан Ивлианович
Валериан Ивлианович Квачадзе (груз. ვალერიან ივლიანოვიჩ კვაჭაძე; 15 апреля 1918, Тифлис, Закавказский комиссариат — 4 февраля 2006, Тбилиси, Грузия) — грузинский советский кинорежиссёр, сценарист и актёр. Заслуженный деятель искусств Грузинской ССР (1966).

## Биография
Родился 15 апреля 1918 года в Тифлисе.
В 1939—1940 годах учился в Московском государственном университете. В 1945 году окончил актёрский факультет Тбилисского театрального института.
В 1945—1948 годах — актёр академического театра имени Шота Руставели. В 1948—1949 годах — актёр Сухумского театра. В 1949—1950 годах — актёр Русского театра в Риге. С 1950 года — актёр Московского художественного академического театра имени Максима Горького. С 1964 года — актёр русского театра имени Александра Грибоедова в Тбилиси.
В 1968 году окончил режиссёрские курсы при киностудии «Мосфильм», где потом работал кинорежиссёром. С 1972 года — режиссёр киностудии «Грузия-фильм».
В 1966 году получил звание Заслуженного деятеля искусств Грузинской ССР, в 2001 году — награждён «Орденом Чести».
Умер 4 февраля 2006 года в Тбилиси.

## Фильмография

### Режиссёр
- 1960 — Убить человека
- 1966 — Возвращение Одиссея
- 1969 — Ночной звонок
- 1973 — Старые зурначи
- 1975 — Дело передаётся в суд
- 1975 — Незваные гости
- 1978 — Мой друг — дядя Ваня
- 1982 — Закон вечности
- 1984 — Понедельник — день обычный
- 1986 — Шесть снежных дней
- 1988 — Бывает же…

### Актёр
- 1950 — Далеко от Москвы — Георгий Давыдович Беридзе
- 1951 — Наши песни (не завершён) — Кобуладзе
- 1956 — Песнь Этери — Захарий Палиашвили
- 1962 — Седьмой спутник — работник чрезвычайной комиссии
- 1966 — Выстрел — эпизод
- 1975 — Дело передаётся в суд — Габашвили
- 1982 — Закон вечности — врач
- 1984 — Понедельник — день обычный — Мухтар Ибрагиди
- 1985 — Мужчины и все остальные — эпизод
- 1988 — Житие дон Кихота и Санчо — священник
- 2001 — Антимоз из Иверии — Тома Канкузен
- 2001 — Пустое пространство

### Сценарист
- 1960 — Убить человека
- 1988 — Бывает же…

## Награды
- 1966 — Заслуженный деятель искусств Грузинской ССР
- 2001 — Орден Чести